# Грані
Гра́ні — село в Україні, у Дубровицькій міській громаді Сарненського району Рівненської області. Населення становить 80 осіб (2011). Відповідно до Розпорядження Кабінету Міністрів України від 12 червня 2020 року № 722-р «Про визначення адміністративних центрів та затвердження територій територіальних громад Рівненської області» увійшло до складу Дубровицької міської громади.

## Назва
На думку польського дослідника Мечислава Орловича назва села є пам'яткою про кордон між землями деревлян та дреговичів. Польською мовою згадуються як Granice, Grań, Hranie, російською — як Грани.

## Географія
Село розташоване на захід від Дубровиці. Площа села — 0,4 км². У селі бере початок річка Безіменна.[джерело?]

### Клімат
Клімат у селі вологий континентальний («Dfb» за класифікацією кліматів Кеппена). Опадів 606 мм на рік. Найменша кількість опадів спостерігається в березні й сягає у середньому 28 мм. Найбільша кількість опадів випадає в червні — близько 87 мм. Різниця в опадах між сухими та вологими місяцями становить 59 мм. Пересічна температура січня — -5,5 °C, липня — 18,4 °C. Річна амплітуда температур становить 23,9 °C.
| Клімат Граней                     | Клімат Граней | Клімат Граней | Клімат Граней | Клімат Граней | Клімат Граней | Клімат Граней | Клімат Граней | Клімат Граней | Клімат Граней | Клімат Граней | Клімат Граней | Клімат Граней | Клімат Граней |
| Показник                          | Січ.          | Лют.          | Бер.          | Квіт.         | Трав.         | Черв.         | Лип.          | Серп.         | Вер.          | Жовт.         | Лист.         | Груд.         | Рік           |
| Середній максимум, °C             | −2,5          | −1,3          | 3,4           | 12,3          | 19,1          | 22,8          | 23,8          | 23,0          | 18,1          | 11,8          | 4,8           | −0,1          | 11,3          |
| Середня температура, °C           | −5,5          | −4,5          | −0,3          | 7,4           | 13,6          | 17,4          | 18,4          | 17,6          | 13,1          | 7,8           | 2,3           | −2,6          | 7,1           |
| Середній мінімум, °C              | −8,5          | −7,7          | −3,9          | 2,6           | 8,1           | 12,0          | 13,1          | 12,2          | 8,2           | 3,8           | −0,2          | −5,1          | 2,9           |
| Норма опадів, мм                  | 36            | 30            | 28            | 41            | 57            | 87            | 80            | 64            | 57            | 44            | 41            | 41            | 606           |
| --------------------------------- | ------------- | ------------- | ------------- | ------------- | ------------- | ------------- | ------------- | ------------- | ------------- | ------------- | ------------- | ------------- | ------------- |
| Джерело: Climate-Data.org (англ.) |               |               |               |               |               |               |               |               |               |               |               |               |               |

## Історія
Село вперше згадується 1589 року. До 1917 року село входило до складу Російської імперії. У 1906 році село входило до складу Бережницької волості Луцького повіту Волинської губернії Російської імперії. У 1918—1920 роки нетривалий час перебувало в складі Української Народної Республіки. У 1921—1939 роки входило до складу Польщі.
У 1921 році село входило до складу гміни Бережниця Сарненського повіту Поліського воєводства Польської Республіки. 1930 року Сарненський повіт приєднаний до складу Волинського воєводства. У 1936 році входило до однойменної громади, до якої також належав фільварок Грані.
З 1939 року — у складі Дубровицького району Рівненської області УРСР. У роки Другої світової війни деякі мешканці села долучилися до національно-визвольної боротьби у лавах УПА та ОУН, на території села діяла боївка СБ «Стіжка» (УПА). У квітні 1943 року німці з поляками намагалися спалити село Грані, проте напад був відбитий відділом УПА. 28 травня 1943 німці та поляки здійснили низку нападів у ґміні Дубровиця, внаслідок якої село Грані було частково спалене. За даними українського націоналістичного підпілля у липні 1943 року більшовики спалили в Гранях ще 40 хат. У липні цього ж року відбувся бій між відділом УПА та польською бандою, яка приїхала грабувати село. Загалом встановлено 65 жителів Гранів, які брали участь у визвольних змаганнях, з них 44 загинуло, 15 було репресовано.
У 1947 році село Грані підпорядковувалося Гранівській сільській раді Дубровицького району Ровенської області УРСР.
Відповідно до прийнятої в грудні 1989 року постанови Ради Міністрів УРСР село занесене до переліку населених пунктів, які зазнали радіоактивного забруднення внаслідок аварії на Чорнобильській АЕС, жителям виплачувалася грошова допомога. Згідно з постановою Кабінету Міністрів Української РСР, ухваленою в липні 1991 року, село належало до зони гарантованого добровільного відселення. На кінець 1993 року забруднення ґрунтів становило 1,38 Кі/км² (137Cs + 134Cs), молока — 3,65 мКі/л (137Cs + 134Cs), картоплі — 0,7 мКі/кг (137Cs + 134Cs), сумарна доза опромінення — 123 мбер, з якої: зовнішнього — 18 мбер, загальна від радіонуклідів — 105 мбер (з них Cs — 94 мбер).

## Населення
Станом на 1 січня 2011 року населення села становить 80 осіб. Густота населення — 270 особи/км².
Станом на 1906 рік у селі було 74 двори та мешкала 451 особа.
Станом на 10 вересня 1921 року в селі налічувалося 119 будинків та 618 мешканців, з них: 314 чоловіків та 304 жінки; 549 православних, 40 римо-католиків, 28 юдеїв та 1 євангельський християнин; 442 українці (русини), 141 поляк, 28 євреїв та 7 осіб іншої національності.
Згідно з переписом УРСР 1989 року чисельність наявного населення села становила 129 осіб, з яких 58 чоловіків та 71 жінка. На кінець 1993 року в селі мешкало 112 жителів, з них 20 — дітей.
За переписом населення України 2001 року в селі мешкало 107 осіб.

### Мова
Розподіл населення за рідною мовою за даними перепису 2001 року:
| Мова       | Відсоток |
| ---------- | -------- |
| українська | 98,15 %  |
| російська  | 1,85 %   |

### Вікова і статева структура
Структура жителів села за віком і статтю (станом на 2011 рік):
| Вік   | Чоловіків | Жінок | Разом |
| ----- | --------- | ----- | ----- |
| 0-17  | 5         | 5     | 10    |
| 18-39 | 13        | 9     | 22    |
| 40-59 | 12        | 10    | 22    |
| 60+   | 8         | 18    | 26    |
| Разом | 38        | 42    | 80    |

### Соціально-економічні показники
| Працездатне населення | Працездатне населення | Працездатне населення | Працездатне населення | Працездатне населення | Працездатне населення | Непрацездатне населення | Непрацездатне населення | Непрацездатне населення | Непрацездатне населення | Непрацездатне населення | Непрацездатне населення | Все населення |
| Чоловіки              | Чоловіки              | Жінки                 | Жінки                 | Разом                 | Разом                 | Чоловіки                | Чоловіки                | Жінки                   | Жінки                   | Разом                   | Разом                   | 80            |
| ос.                   | %                     | ос.                   | %                     | ос.                   | %                     | ос.                     | %                       | ос.                     | %                       | ос.                     | %                       | 80            |
| --------------------- | --------------------- | --------------------- | --------------------- | --------------------- | --------------------- | ----------------------- | ----------------------- | ----------------------- | ----------------------- | ----------------------- | ----------------------- | ------------- |
| 16                    | 20                    | 28                    | 34                    | 44                    | 54                    | 13                      | 16                      | 24                      | 30                      | 37                      | 46                      | 80            |

| Зайняті  | Зайняті  | Зайняті | Зайняті | Зайняті | Зайняті | Безробітні | Безробітні | Безробітні | Безробітні | Безробітні | Безробітні | Все населення |
| Чоловіки | Чоловіки | Жінки   | Жінки   | Разом   | Разом   | Чоловіки   | Чоловіки   | Жінки      | Жінки      | Разом      | Разом      | 80            |
| ос.      | %        | ос.     | %       | ос.     | %       | ос.        | %          | ос.        | %          | ос.        | %          | 80            |
| -------- | -------- | ------- | ------- | ------- | ------- | ---------- | ---------- | ---------- | ---------- | ---------- | ---------- | ------------- |
| 0        | 0        | 1       | 20      | 1       | 20      | 9          | 18         | 8          | 15         | 17         | 33         | 80            |

## Політика

### Органи влади
Місцеві органи влади до 2020 року були представлені Трипутнянською сільською радою. Відповідно до Розпорядження Кабінету Міністрів України від 12 червня 2020 року № 722-р «Про визначення адміністративних центрів та затвердження територій територіальних громад Рівненської області» увійшло до складу Дубровицької міської громади.

### Вибори
Село входить до виборчого округу № 155. Станом на 2011 рік кількість виборців становила 67 осіб.

#### Книги
- Літопис УПА / НАН України. Інститут української археографії та джерелознавства ім . М. С. Грушевського. — Київ-Торонто : Видавництво «Літопис УПА» та ін, 2007. — Т. 11: Мережа ОУН(б) і запілля УПА на території ВО «Заграва», «Турів», «Богун» (серпень 1942 — грудень 1943 рр.). — 849 с.
- Олександр Денищук. Злочини польських шовіністів на Волині. Книга перша. Рівненська область. — Рівне : ППДМ, 2003. — 352 с. — ISBN 966-96174-4-8.

#### Офіційні дані та нормативно-правові акти
- Паспорт Дубровицького району (станом на 1 січня 2011 року) (doc). Дубровицька районна рада. Архів оригіналу за 10 лютий 2015. Процитовано 16 жовтня 2019.

#### Мапи
- Історичний Атлас України / Гол. ред. Л. Винар; Упорядн.: І. Тесля, Е. Тютько. Українське історичне товариство. — Монреаль; Нью-Йорк; Мюнхен, 1980. — 182 с.